# MilaX
MilaX — невеликий за розміром LiveCD і LiveUSB дистрибутив, зібраний на основі OpenSolaris. З'явився на світ в результаті спроби зібрати OpenSolaris-дистрибутив, що нагадує Damn Small Linux. Використовує віконний менеджер JWM, ряд утиліт перенесені із DSL. Може завантажуватися із CD, USB-дисків і SD-карт. Можливе встановлення на жорсткий диск із ZFS-boot. Доступні версії як для x86, так і для Sparc.